# Margarida Manuel
Margarida Manuel est une localité de Sao Tomé-et-Principe située au nord-est de l'île de São Tomé, dans le district de Mé-Zóchi.

## Population
Lors du recensement de 2012, 661 habitants y ont été dénombrés.

## Culture
Une troupe de tchiloli, la Tragédia Benfica de Margarida Manuel, y est domiciliée.